# Gurbangeldi Batyrow
Gurbangeldi Batyrow (sinh ngày 28 tháng 7 năm 1988) là một cầu thủ bóng đá Turkmenistan hiện tại thi đấu cho HTTU Asgabat. Anh cũng ra sân cho đội tuyển quốc gia với 2 lần và ghi một bàn.

## Sự nghiệp quốc tế
Batyrow đã có 2 lần thi đấu cho Turkmenistan tại hai trận Vòng loại Cúp Challenge AFC 2014 against the Philippines và Campuchia.

## Danh hiệu
Cúp Chủ tịch AFC:
- Vô địch: 2014